# Rocío Sánchez Azuara
Rocío Sánchez Azuara (27 de junio de 1963, Tamazunchale, San Luis Potosí, México), es una presentadora y productora de televisión mexicana, conocida por el género Talk show en México.
Inició en la conducción en programas locales para después pasar a programas de corte informativo, tiempo más tarde da el paso al género Talk show en el país como Cosas de la vida en TV Azteca.

## Biografía
Rocío Sánchez Azuara nació el 27 de junio de 1963 en Tamazunchale, San Luis Potosí. Formó sus estudios en la Escuela Normal Superior de Tampico, impartió clases en una escuela rural durante el lapso de un año.
A los 20 años de edad, inició como sobrecargo en la aerolínea Aeroméxico en su natal San Luis Potosí, puesto en el que permaneció 4 años. Inició en la televisión en diferentes programas locales de Veracruz.
En 1990, se inició en el canal de noticias ECO de Televisa y ese año se integró a la televisora estatal Imevisión con el noticiero Imevisión informa junto al presentador Alfredo Domínguez Muro.
En 1993, después de la adquisición de Imevisión a la naciente TV Azteca, formó parte del noticiero Desde México buenas tardes y tiempo después de Meridiano.
Para 1995, presenta el programa Ciudad desnuda, al lado del periodista Eduardo Blancas. Dicho proyecto fue todo un éxito. Debido a diversas denuncias, terminó cancelado en 1997 por órdenes del entonces presidente de México Luis Echeverría. A partir de este hecho surgió Visión urbana, continuación del cancelado programa, que duró menos de un año.
En 1999, surgió el programa Cosas de la vida, de estilo talk show, que fue un éxito en TV Azteca, en donde superó en audiencia a la competencia Televisa. Ésta emuló el concepto con el programa Hasta las mejores familias y la llegada del programa Laura.
En el año 2003, culminó Cosas de la vida debido a problemas legales, lo que dio paso a Cuenta conmigo y Al otro lado del espejo, producciones de Giorgio Aresu. En el mismo periodo presentó el reality show Estrellas de novela, donde sustituyó a la presentadora Silvia Navarro. En 2005, llegó a Telemundo con el programa Rocío en Miami, aunque este terminó cancelado.
Para 2010, regresó a TV Azteca con el programa Cosas de la vida, sustituyendo a la emisión Laura de todos. El programa duró hasta 2015.
En 2019, llegó a Televisa con el programa La tercera en discordia, producido por Alexis Núñez Oliva y transmitido en Unicable.
En 2021, llegó a Imagen Televisión con el programa Acércate a Rocío, producido por Andrés Tovar, renombrado después como Rocío a tu lado. En 2022, regresó por tercera vez a TV Azteca con el mismo formato de talk show de Acércate a Rocío, producido por ella misma.
En 2025, estrena el programa Tu historia como la mía, Talk show emitido a través de TV Azteca.

## Vida privada
En 1983, conoció a Jorge León, con quien se casó con quien tuvo un hijo, Jorge Arturo León, de este se separó debido a violencia doméstica y en 1990, conoció al cantante Carlos Lara, —quién ya estaba comprometido—, de cuya relación nació su hija Daniela. Esta última falleció en 2019 a causa de la enfermedad de lupus eritematoso sistémico. En 1993, procreó a José Luis Santiago Sánchez junto al empresario José Luis Santiago Cueto. De este último se separa tiempo más tarde.
En 2005, conoció al brasileño Marcos Ommati con quien se casó. Se divorciaron en 2015.
En 2020, sufrió la pérdida de su madre Juana Azuara Meraz.

## Televisión

### Presentadora
| Año                  | Título                      | Televisora          |
| -------------------- | --------------------------- | ------------------- |
| 1990-1993            | Imevisión informa           | Imevisión           |
| 1993-1994            | Desde México buenas tardes  | TV Azteca           |
| 1995-1997            | Ciudad desnuda              | TV Azteca           |
| 1998-1999            | Visión urbana               | TV Azteca           |
| 1999-2003, 2010-2015 | Cosas de la vida            | TV Azteca           |
| 2003                 | Cuenta conmigo              | TV Azteca           |
| 2003                 | Estrellas de novela         | TV Azteca           |
| 2003-2004            | Al otro lado del espejo     | TV Azteca           |
| 2005                 | Rocío en Miami              | Telemundo           |
| 2019                 | La tercera en discordia     | Televisa (Unicable) |
| 2021-2022            | Acércate a Rocío            | Imagen Televisión   |
| 2022-actualidad      | Acércate a Rocío            | TV Azteca           |
| 2024-actualidad      | Acércate a Rocío: Al límite | TV Azteca           |
| 2025                 | Tu historia como la mía     | TV Azteca           |

### Otras apariciones
| Año  | Título      | Personaje                         |
| ---- | ----------- | --------------------------------- |
| 1997 | Tric Trac   | Ella misma                        |
| 2002 | La Academia | Presentadora invitada en la final |